# Christiane Stutzmann
Répertoire
- Puccini : Tosca, Madame Butterfly, Manon Lescaut, La Bohème
- Verdi : Aida, Othello
- Gounod : Mireille, Faust
- Bizet : Carmen
- Gilbert Bécaud : L'Opéra d'Aran

Christiane Stutzmann, née le 7 novembre 1939 à Pont-à-Mousson, est une cantatrice française.
Elle est la mère de Nathalie Stutzmann, contralto et cheffe d’orchestre de renommée internationale.

## Biographie
Elle étudie le piano, l'orgue et le chant au Conservatoire de Musique de Nancy, où elle obtient ses prix d'excellence de chant et d'art lyrique. Elle entre ensuite dans la classe de Jean Giraudeau au Conservatoire de Paris, où elle obtient dès la première année son premier prix de chant (1961). L'année suivante, elle est récompensée par le premier grand prix du Tournoi des Voix d’or et une Médaille d'argent au Concours international de chant de Toulouse. 
Remarquée pour sa voix de soprano dramatique, elle débute très rapidement sur les scènes régionales, où elle chante les grands rôles du répertoire. En 1964, elle incarne à la télévision Floria Tosca, qui la fait connaître du grand public et deviendra son rôle fétiche. Elle est Desdémone à l'Opéra de Nice en 1965 avec l'illustre Mario del Monaco, ce qui lui ouvre les portes d'une carrière internationale. À Paris, elle débute en 1967 à la salle Favart, puis l'année suivante dans Tosca à l'Opéra. La nomination de Rolf Liebermann en 1973 comme administrateur de l'Opéra de Paris, qui congédie la troupe permanente de chanteurs, l'amène à diversifier sa carrière ; poursuivant en artiste libre les représentations en France et à l'étranger, elle enregistre des disques, se produit sur différentes radios (ORTF, BBC, RAI de Turin, NPO Pays-Bas, RNE Espagne) et commence à pratiquer l'enseignement, animant des master classes et des stages de chant. Avec son mari Christian Dupuy, baryton, elle est à l'origine de la carrière de leur fille Nathalie (née en 1965), contralto, qui mène à partir de 1985 une grande carrière internationale. 
Après s'être retirée de la scène lyrique, titulaire du Certificat d'aptitude de professeur de chant, elle enseigne au Conservatoire de Nancy puis à la Schola Cantorum de Paris,. 

## Sa carrière lyrique: rôles et partenaires
Spécialisée dans le répertoire français et italien, mais abordant également les opéras d'autres horizons, elle a interprété plus de 50 premiers rôles, les rôles-titres de Aïda, Madame Butterfly, Grisélidis, Manon, Manon Lescaut, Mireille, Louise, Tosca, ou Alexina (Le Roi malgré lui), La Comtesse des Noces de Figaro, Concepción (L'Heure espagnole), Desdémone (Othello), Elena (Mefistofele), Madeleine de Coigny (Andrea Chénier), Marguerite (La Damnation de Faust de Berlioz et Faust de Gounod), Mathilde (Guillaume Tell), Micaëla (Carmen), Musette et Mimi (La Bohème), Nedda (Paillasse), Rozenn (Le Roi d'Ys), Santuzza (Cavalleria rusticana), Senta (Le Vaisseau fantôme), Mařenka (La Fiancée vendue), Jaroslavna (Le Prince Igor), Lisa (La Dame de Pique), Tatiana (Eugène Onéguine), sans oublier les opérettes de Jacques Offenbach (La Belle Hélène, Metella dans La Vie parisienne) ou de Franz Lehár (Lisa dans Le Pays du Sourire et Missia dans La Veuve joyeuse).
Dans ces productions, elle a eu comme partenaires les ténors Jaime Aragall, Mario del Monaco, Albert Lance, Tony Poncet et Alain Vanzo, les barytons Gabriel Bacquier, Michel Dens et Bernard Sinclair, les sopranos Mady Mesplé et Nicole Broissin, et a été accompagnée par les chefs d'orchestre Richard Blareau, Oskar Danon (en), Pierre Dervaux, Jean Doussard (en), Jésus Etcheverry, Paul Ethuin, Oliviero de Fabritiis, Gianandrea Gavazzeni, Jean Martinon, Jean Meylan, Jacques Pernoo, Manuel Rosenthal, George Sebastian et Adolphe Sibert, entre autres.
Elle a également servi les compositeurs contemporains, en ayant chanté le rôle de Maureen de L'Opéra d'Aran de Gilbert Bécaud plus de 200 fois dans toute la France, Blanche de la Force des Dialogues des Carmélites de Francis Poulenc à Rio de Janeiro en 1965, Aurore dans Kœnigsmark de Marc Berthomieu à Paris en 1967, Clélia Conti dans La Chartreuse de Parme d'Henri Sauguet à Grenoble en 1968, Magda Sorel dans Le Consul de Gian Carlo Menotti à Mulhouse en 1968, et en ayant fait les créations françaises de Alissa de Raffaello de Banfield (en) à Metz en 1971, et de deux opéras de Bohuslav Martinů en 1973, La Passion grecque à Rouen et Les trois souhaits (en) à Lyon.
Elle a aussi participé à la création mondiale de plusieurs ouvrages : Cyrnos d'André Amellér (rôle de Vannina, Nancy, 1962), L’Annonce faite à Marie de Renzo Rossellini (rôle de Mara, Paris, 1970),, Pêcheur d'étoiles d'Alain Vanzo (rôle de Marina, écrit pour elle, Lille, 1972) et deux opéras d'Ivan Semenoff, La Contagion (rôle de “Elle”, Nancy, 1972) et Sire Halewyn (rôle de Purmelande, écrit pour elle, Nantes, 1974).
En dehors de la France, elle s'est beaucoup produite en Italie (Rome, Milan, Catane, Venise, Naples), où elle a gagné le titre de “famoso grande soprano”, au Royaume-Uni (Londres, Manchester), Suisse, Monte Carlo, Pays-Bas (Amsterdam, La Haye), Espagne (Madrid), Belgique (Liège, Charleroi, Bruxelles, Anvers) et Luxembourg,.

## Autres activités

### Enseignement
Professeure de chant choral et d'art lyrique (1978-1988) puis de chant (1988-2007) au Conservatoire de Nancy, et ensuite de chant et de pédagogie vocale à la Schola Cantorum de Paris (2006-2011), elle a formé de nombreux jeunes chanteurs. Parmi ceux qui font maintenant une carrière professionnelle, on peut citer Laure André, Benoît Arnould, Laure Baert, Andrea Büchel, Julie Cherrier, Christophe Gay, Emiliano Gonzalez Toro, Olivier Heyte, Mario Montalbano, Julie Mossay, Rémi Muller, fondateur de l'ensemble de musique ancienne Amici Miei, Jean-Sébastien Nicolas, Bénédicte Pavageau et Jean-Charles Ramelli.

### Conférencière et historienne de l'opéra en France auXXesiècle
Ayant débuté très jeune sur les grandes scènes d'opéra, elle a rencontré les gloires du chant français comme Georges Thill, José Luccioni, Janine Micheau, Michel Dens, Solange Michel, Gabriel Bacquier ou Mady Mesplé, et a accumulé de nombreux souvenirs qu'elle livre avec des anecdotes et ses réflexions au cours de conférences à l'invitation de cercles lyriques,,, ou d'établissements d'enseignement,.
Membre de l'Académie de Stanislas de Nancy depuis 2001, première femme présidente en 2010 de cette institution depuis sa fondation en 1750, elle y a fait plusieurs communications liées à l'histoire de l'opéra,,,.
Le 30 mars 2019, sur France Musique, elle s’est entretenue avec Benoît Duteurtre dans l'émission Étonnez-moi Benoît.

## Exposition de ses costumes de scène

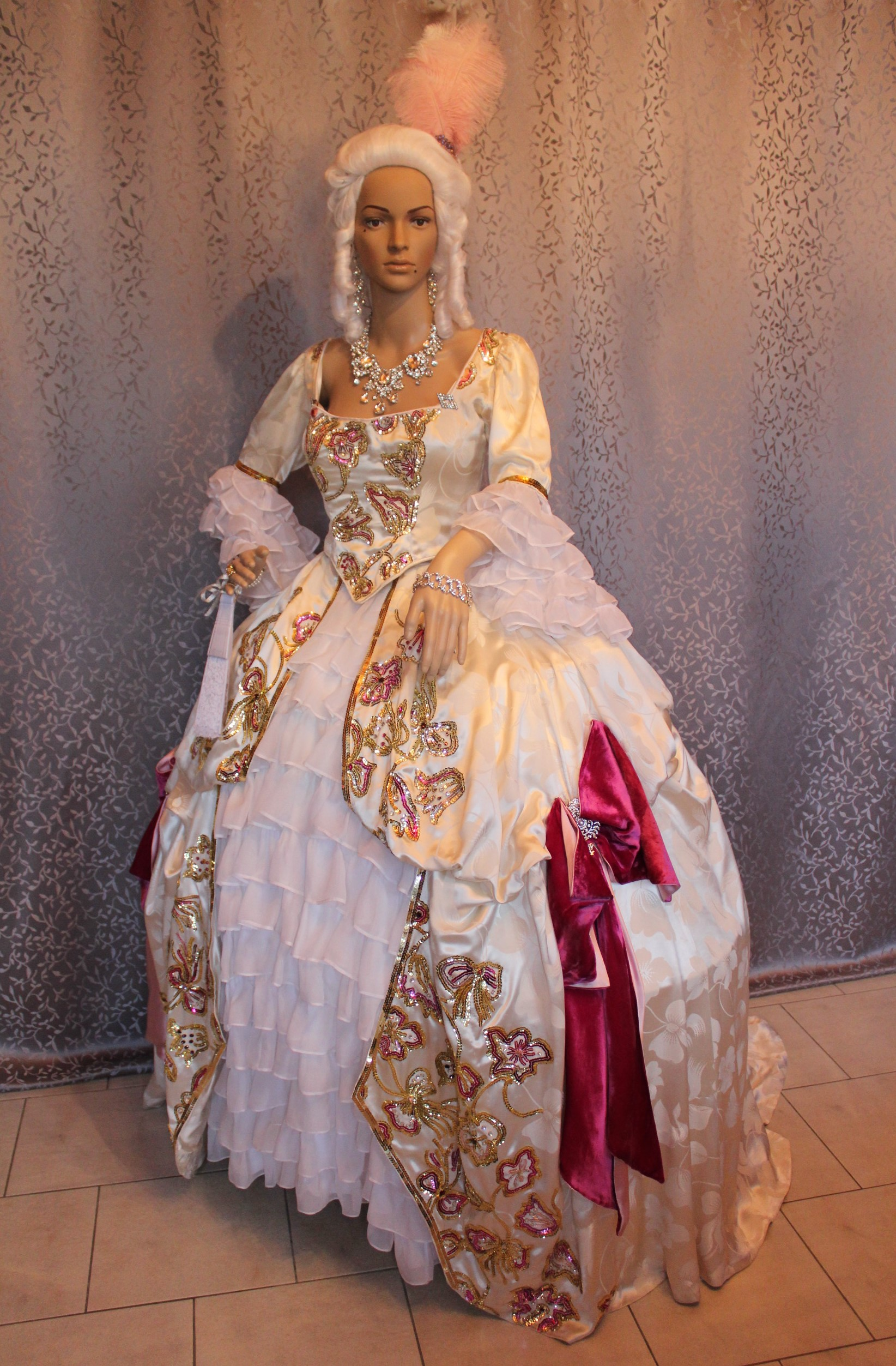
costume de scène pour Manon Lescaut restauré par Philippe Bauret en 2019

De l'époque où chaque diva devait se produire dans ses propres costumes de scène, Christiane Stutzmann a conservé robes, chapeaux, perruques, bijoux et autres accessoires, qui, restaurés et mis en valeur, ont fait l’objet d'une exposition au Conseil régional du Grand-Est à Metz en 2019-2020, organisée par le Cercle lyrique de Metz conjointement avec l'exposition « Opéra Monde » du Centre Pompidou de Metz. Cette collection exceptionnelle reste visible sur le site du Cercle lyrique de Metz.

## Distinctions
- Chevalier dans l'ordre des Palmes académiques (2003).
- Médaille d'or de la Ville de Nancy (2007).
- Chevalier dans l'ordre national de la Légion d'honneur (2009).
- Officier dans l'ordre des Arts et des Lettres (2014)[40].
- Présidente honoraire de l'Académie de Stanislas de Nancy[41],[42].

## Discographie
- Mireille (Charles Gounod). Rôle : Vincenette. Enregistré en mars 1962. Orchestre symphonique, direction Jésus Etcheverry. Coffret Véga VAL 126A, 3 LP 8.046/47/48, 1963. 3 LP Accord ACC 150027, 1963. 3 LP Decca 115.073/75. 2 CD Accord 472 145-2, 2003. 2 CD Malibran MR825.
- L'Annonce faite à Marie (Renzo Rossellini). Rôle : Mara. Enregistré le 26/01/1971. Orchestre de la RAI de Turin, direction George Sebastian. 2 LP Guilde internationale du Disque, SMS2838/39, 1971.
- Le Pays du Sourire (Franz Lehár). Rôle : Lisa. Enregistré en 1971. Orchestre Lyrique de l'ORTF, direction Adolphe Sibert. 2 CD De Plein Vent 30 9011, 1990. 2 CD Sony SM2K 89360, 2000.
- Valses de Vienne (en) (Johann Strauss père et fils). Rôle : La Comtesse. Enregistré du 13 au 16/09/1971. Orchestre du Théâtre national de l'Opéra-Comique, direction Jean Doussard. 2 LP Pathé C 191-12.001/2, 1972[43]. CD EMI 769 1382, 2001.
- Pêcheur d’étoiles (Alain Vanzo & Marc Berthomieu). Rôle : Marina. Enregistré en 1972. Direction Bernard Gérard. LP Spot-Sonopresse ST6907, 1973[44].
- La Fille de madame Angot (Charles Lecocq). Rôle : Mademoiselle Lange. Enregistré en 1972. Orchestre de l'Opéra-comique, direction Jean Doussard. 2 LP Pathé C 161-12.500/01, 1973[45]. 2 CD EMI 769 1352, 2001[46],[47].
- Les Cloches de Corneville (Robert Planquette). Rôle : Serpolette. Enregistré du 28/05 au 28/06/1973. Orchestre de l'Opéra-comique, direction Jean Doussard. 2 LP Pathé C 163-12.775/76, 1974. CD EMI 769 846 2, 1988. CD EMI, Warner, Erato, 2001.

## Télévision
- Les Duos célèbres – Le miroir à trois faces, émission produite et présentée par Aimée Mortimer, diffusée le 9/07/1964 : extrait de Tosca de Giacomo Puccini, avec Gabriel Bacquier (Scarpia), l'Orchestre Radio-lyrique, direction Daniel Chabrun. ORTF.
- Presto, émission produite et présentée par Pierre-Petit, diffusée le 15/02/1973 : extrait de Faust de Gounod, rôle de Marguerite. ORTF.